# Ibanez Tube Screamer

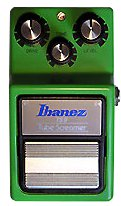
Ibanez Tube Screamer TS9

Ibanez Tube Screamer — педаль для створення ефекту овердрайву під час гри на гітарі. Педаль має характерне посилення середніх тонів звуку, що є популярним серед виконавців блюзу й рок-н-ролу. Tube Screamer використовували такі гітаристи як Стіві Рей Вон, Карлос Сантана та Ноел Галлахер, які створювали за її допомогою своє унікальне звучання, та інші виконавці у стилях блюз і кантрі, у тому числі для техніки шредингу. Вона є однією з найпопулярніших педалей, що стала прототипом багатьох аналогів.

## Загальні відомості
Педаль має три регулятори: drive (драйв), tone (тон), level (рівень). Регулятор «драйв» дозволяє керувати ступенем перевантаження вхідного каскаду, регулятор «тон» регулює частотне забарвлення, надаючи звуку яскравості та чіткості, або, навпаки, м'якості та глибини, а регулятор «рівень» керує гучністю звуку на виході. Педаль використовується для імітації звучання лампових підсилювачів.

## Версії педалей
Розробником Tube Screamer є японський інженер С. Тамура, який у 1979–1980 роках розробив модель TS-808. У той час Тамура працював на підприємстві Nisshin Onpa (торгова марка Maxon), яке початково виготовляло пристрої для Ibanez.
Педалі випускаються з багатьма варіаціями. Перші моделі TS-808 і TS9 є найбільш затребуваними серед колекціонерів. Інші варіанти, зокрема TS10,TS7 і TS5, менш цінні й відрізняються лише способом реалізації попередньої схеми. Педалі TS9 і TS-808 були випущені повторно. За даними компанії, вони мають однакові електронні схеми та компоненти дизайну, що допомогли відтворити знаменитий звук Screamer Tube. Також, Maxon, яка розробляла оригінальні педалі Tube Screamer для бренду Ibanez у 1970-х та 1980-х, виробляє свою власну версію Tube Screamer. Багато популярних педалей овердрайву серійного виробництва (наприклад, BOSS SD-1) і ті, що продаються в крамницях (наприклад, Fulltone Fulldrive 2 MOSFET), мають своє унікальне звучання завдяки використанню схеми Screamer Tube.

## Схема

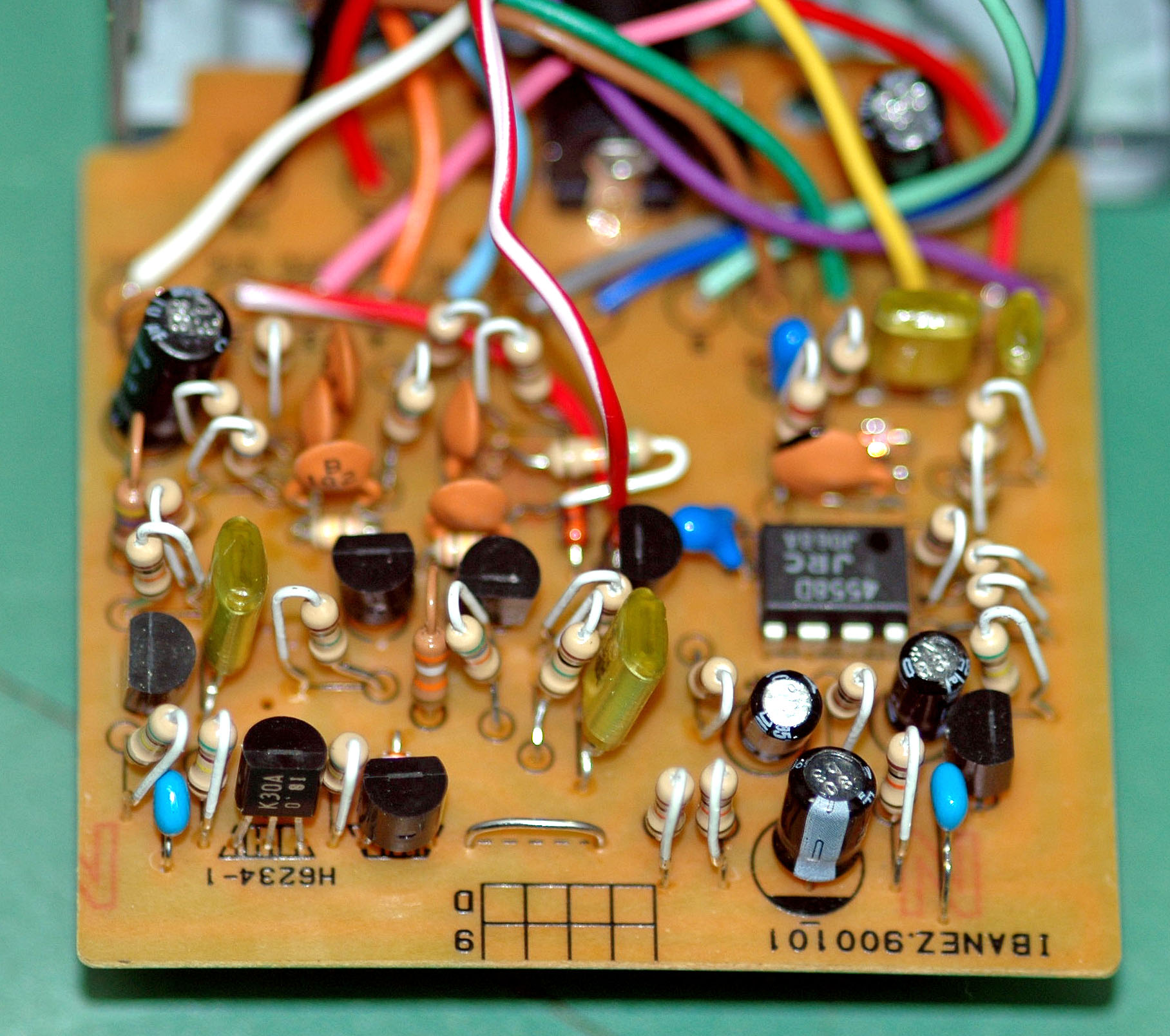
Друкована плата приставки Tube Screamer TS-9.

С. Тамура, який спроектував Tube Screamer, використав контур кліппінгу (усікання) сигналу для створення звукового ефекту педалі. Він змішав вхідний сигнал із усіченим сигналом «щоб зберегти оригінальну динаміку вхідного сигналу, який в іншому випадку буде спотворюватися при його усіканні». Таким чином він зберігає «оригінальну динаміку вхідного сигналу, уникає брудності та значно покращує чіткість сигналу і його динаміку». Також після контуру кліппінгу сигналу Тамура додав вирівнювальний ланцюг із фільтром високих частот, що лінійно залежить від коефіцієнта підсилення. Цей підхід було названо «прогресивним». Частотна характеристика усічення сигналу симетрична.
У педалі Tube Screamer застосовано електронний польовий транзистор для перемикання ланцюга. На вході й виході використовуються буферні транзистори. Овердрайв створюється із змінним коефіцієнтом підсилення операційного підсилювача, до зворотного ланцюга якого підключені діоди для отримання м'якого, симетричного усікання вхідного сигналу. За стадією овердрайву слідує простий фільтр низьких частот, регулятор активного тону та регулятор гучності. Модифікація TS7 дозволяє перемикатися між режимом TS9, в якому схема та всі відповідні характеристики компонентів ідентичні оригінальній моделі, та «гарячим» (англ. Hot) режимом, що застосовує додатковий підсилювальний каскад.
Q1 і Q2 можуть бути NPN транзисторами з малим шумом (2N5088, MPS6521, MPSA18 чи подібні їм). Деякі новіші випуски містили подвійні операційні підсилювачі ТА75558, які були не найкращим варіантом для мікросхеми.[джерело?]